# Varamin
Varamin (perz. ورامین) je grad u Iranu odnosno Teheranskoj pokrajini. Zemljopisno je smješten 40-ak km jugoistočno od glavnog grada Teherana. Varamin ima dugu povijest koja se proteže od starog vijeka, a povezuje ga se s Varenom iz Aveste. U srednjem vijeku postaje važno regionalno središte Ilhanida koji u središtu grada podižu Sabornu džamiju, no stoljeće kasnije grad pustoše Timuridi pa ga španjolski putopisac Ruy Gonzáles de Clavijo 1400-ih godina pronalazi u ruševinama. Osim džamije, znamenitosti grada uključuju srednjovjekovnu citadelu, bazar, karavan-saraj i imamzadu Jahju. Stanovništvo grada stoljećima je živjelo od poljoprivrede sve do 20. stoljeća kada se gospodarski ubrzano počinje razvijati kao satelitski grad obližnjeg Teherana, a danas je poznat po velikoj šećerani. Broj stanovnika porastao je s 5205 u 1956. na 208.996 u 2006. godini.

## Poveznice
- Teheranska pokrajina

## Vanjske poveznice
- (perz.) Varaminski ogranak Sveučilišta Azadi  Arhivirana inačica izvorne stranice od 4. prosinca 2008. (Wayback Machine)

Ostali projekti
|  | Zajednički poslužitelj ima još gradiva o temi Varamin |